# Карлберг, Вильхельм
Густаф Вильхельм Карлберг (швед. Gustaf Vilhelm Carlberg; 5 апреля 1880, Карлскруна — 1 октября 1970, Юрсхольм, Дандерюд, лен Стокгольм, Швеция) — шведский стрелок и гимнаст, чемпион и призёр летних Олимпийских игр, чемпион мира. Выступал за клубы Stockholms Amatörförening, FOK Stockholm и Stockholms PK.
Карлберг трижды участвовал в летних Олимпийских играх. На первых из них в 1908 году в Лондоне он соревновался в стрельбе из пистолета и из малокалиберной винтовке. Он стал серебряным призёром в командном винтовочном соревновании вместе со своим братом-близнецом Эриком Карлбергом.
На следующих летних Олимпийских играх 1912 в Стокгольме Карлберг стал двукратным чемпионом в стрельбе из малокалиберной винтовки по исчезающей мишени как среди команд, так и отдельных спортсменов, чемпионом в командной стрельбе из дуэльного пистолета и дважды стал серебряным призёров в командных соревнованиях по стрельбе из произвольного пистолета и из малокалиберной винтовки лёжа. Также он был членом организационного комитета соревнований по спортивной гимнастике.
Через год Карлберг участвовал в чемпионате мира в Кэмп-Перри, США. В стрельбе из пистолета на 50 метров он стал чемпионом среди отдельных спортсменов и бронзовым призёром среди команд.
В последний раз Карлберг участвовал в Олимпийских играх в 1924 году в Париже. Он стал серебряным призёром в скоростной стрельбе из пистолета на 25 метров.
В 1901 году Вильхельм поступает на службу младшим лейтенантом в Вермландский егерский батальон (год спустя объединённый с Халландским батальоном в Ваксхольмский гренадерский полк), в 1907 году стал лейтенантом, в 1916 году — капитаном. В 1910 году окончил Королевский Центральный институт гимнастики. В 1920 году женился на певице Эльзе Рейтер (1894—1943). В 1928 году переведён в лейб-гвардии полк «Швеция», через год получил звание майора, в 1945 году вышел в отставку. Был награждён орденом Короны Италии и орденом Меча.